# Sagar (Division)
Die Division Sagar (Hindi सागर संभाग) ist eine Division im indischen Bundesstaat Madhya Pradesh. Die Hauptstadt ist Sagar.

## Distrikte
Die Division  besteht aus sechs Distrikten:
| Distrikt   | Hauptstadt | Fläche in km² | Einwohner (Stand: 2011) | Bev.-Dichte in E/km² |
| ---------- | ---------- | ------------- | ----------------------- | -------------------- |
| Chhatarpur | Chhatarpur | 8.687         | 1.762.375               | 203                  |
| Damoh      | Damoh      | 7.306         | 1.264.219               | 173                  |
| Niwari     | Niwari     | –             | –                       | –                    |
| Panna      | Panna      | 7.135         | 1.016.520               | 142                  |
| Sagar      | Sagar      | 10.252        | 2.378.458               | 232                  |
| Tikamgarh  | Tikamgarh  | 5.048         | 1.445.166               | 286                  |

1. 1 2 3 4 5 6  Der Distrikt Niwari wurde 2018 aus Teilen des Distrikts Tikamgarh gebildet. Letzterer wurde dabei verkleinert. Die hier wiedergegebenen Zahlen geben den Stand beim Zensus 2011 wieder.